# Red Bull X-Alps
Red Bull X-Alps – zawody typu rajd przygodowy (adventure race) rozgrywane z użyciem paralotni w Alpach. Trasa wyścigu o długości około 800 km wiedzie wzdłuż głównej grani Alp z Austrii (pierwsze trzy edycje miały start na lodowcu Dachstein, obecnie start jest w Salzburgu) poprzez kilka punktów zwrotnych (zwykle na wybitnych szczytach alpejskich) do mety na brzegu Morza Śródziemnego w Monako.
Dwuosobowe zespoły składające się z pilota i pomocnika (supportera) mają za zadanie dotrzeć do mety w jak najkrótszym czasie. Pilot może lecieć na paralotni (bez napędu) od wschodu do zachodu słońca oraz poruszać się pieszo przez całą dobę, niosąc swój ekwipunek do latania (tzw. ekwipunek minimalny, który pilot musi mieć cały czas ze sobą). Pomocnik może się poruszać z użyciem dowolnego środka lokomocji (z wyjątkiem latania) i ma za zadanie dostarczać pilotowi posiłki, zmiany ubrania, baterie do urządzeń elektronicznych, asystować przy startach i organizować przebieg wyścigu. Pomocnik nie może nosić za pilota ekwipunku minimalnego.
Pilot niesie ze sobą odbiornik GPS połączony z telefonem komórkowym, dzięki czemu przebieg rywalizacji, aktualna pozycja zawodnika na mapie, przebyta przez niego trasa i aktualny stan (leci, idzie czy odpoczywa) jest widoczny on-line na stronach internetowych organizatora. Zawodnicy są nominowani do startu przez organizatora na podstawie ich umiejętności pilotażowych i osiągnięć w sporcie paralotniowym, wysokie kwalifikacje zawodników mają zapewnić bezpieczeństwo rywalizacji.
Wyścig trwa bez przerwy całą dobę, zwycięzcy pokonywali trasę zwykle w czasie około 11-14 dni. Z trzydziestoosobowej grupy startujących zwykle trzech lub czterech zawodników docierało do mety. Meta jest otwarta tylko przez 48 godzin od przybycia na nią zwycięzcy.
Reguły rywalizacji ulegały zmianom w każdej z edycji między innymi:
- w 2007 roku wprowadzono zasadę, że co 48 godzin ostatni zawodnik jest eliminowany z wyścigu.
- w 2011 roku wprowadzono obowiązkowy okres wypoczynku pomiędzy 23:00 a 4:00

## Zwycięzcy
| Rok  | Zwycięzca                   | Drugie miejsce               | Trzecie miejsce                                   |
| ---- | --------------------------- | ---------------------------- | ------------------------------------------------- |
| 2003 | Kaspar Henny Szwajcaria     | David Dagault Francja        | Stefan Bocks Niemcy                               |
| 2005 | Alex Hofer Szwajcaria       | Urs Lötscher Szwajcaria      | Kaspar Henny Szwajcaria                           |
| 2007 | Alex Hofer Szwajcaria       | Toma Coconea Rumunia         | Martin Müller Szwajcaria                          |
| 2009 | Chrigel Maurer Szwajcaria   | Alex Hofer Szwajcaria        | Honza Rejmanek Stany Zjednoczone                  |
| 2011 | Chrigel Maurer Szwajcaria   | Toma Coconea Rumunia         | Paul Guschlbauer Austria                          |
| 2013 | Chrigel Maurer Szwajcaria   | Clément Latour Francja       | Antoine Girard Francja                            |
| 2015 | Chrigel Maurer Szwajcaria   | Sebastian Huber Niemcy       | Paul Guschlbauer Austria                          |
| 2017 | Chrigel Maurer Szwajcaria   | Benoit Outters Francja       | Paul Guschlbauer Austria                          |
| 2019 | Chrigel Maurer Szwajcaria   | Maxime Pinot Francja         | Paul Guschlbauer Austria · Benoit Outters Francja |
| 2021 | Christian Maurer Szwajcaria | Patrick von Känel Szwajcaria | Simon Oberrauner Austria                          |

## Polacy w Red Bull X-Alps
- 2003: Krzysztof Ziółkowski, 12 miejsce, pokonał 522 z 772 km trasy
- 2005: – (żaden Polak nie startował)
- 2007: Krzysztof Ziółkowski, 25 miejsce, pokonał 1249 z 1488 km trasy
- 2009: Filip Jagła, 17 miejsce, pokonał 395 km trasy
- 2011: Paweł Faron, 17 miejsce, pokonał 509 z 864 km trasy
- 2013: Paweł Faron, 15 miejsce, pokonał 887 z 1031 km trasy
- 2015: Paweł Faron, 16 miejsce, pokonał całość trasy w 11 dni i 20 godzin
- 2017: Michał Gierlach, 16 miejsce, pokonał 760 z 1138 km trasy
- 2019: Dominika Kasieczko (jako reprezentantka Polski), Kinga Mastalerz (jako reprezentantka Nowej Zelandii)
- 2021: Michał Gierlach, 9 miejsce, zakończył wyścig w odległości 88,1 km do mety